# シュプリンガー・ジャパン
シュプリンガー・ジャパン株式会社（英: Springer Japan KK）は、ドイツのSTM（科学・技術・医学）出版社であるシュプリンガー・サイエンス・アンド・ビジネス・メディアの日本法人。この親会社が出版する書籍・ジャーナルを日本国内で出版している。
同社は、以前にはそれらの日本語翻訳書や和書の出版も行っていたが、2012年に権利を丸善出版へと譲渡して和書事業から撤退した。これによって、シュプリンガー・ジャパンから出版されていた和書は丸善出版から順次（再）刊行されている。
2015年5月、シュプリンガー・サイエンス+ビジネスメディアとマクミラン・サイエンス・アンド・エデュケーションの大半の事業の合併が、欧州連合や米国司法省などの主要な公正競争監視機関により承認された。新会社の名称は「シュプリンガー・ネイチャー (Springer Nature)」。

## 沿革
- 1965年 - イースタン・ブック・サーヴィスが設立される（エルゼビア・ノース・ホランド・シュプリンガー・フェアラーク・カルガー・パブリッシャー・ランダム・ハウス・プレンティス・ホール・アダム・ヒルガー・英国物理学会・ゲオルグ・ティーメ・フェアラーク等の日本代表業務）。
- 1978年 - ドイツのシュプリンガー・フェアラークの傘下に入り、日本の販売窓口となる。また、シュプリンガー・フェアラークの出版物の他に国連機関の世界銀行及び国際連合教育科学文化機関の出版物の販売代理店となる。
- 1983年 - イースタン・ブック・サーヴィスの関連会社としてシュプリンガー･フェアラーク東京が設立される。
- 1998年 - ドイツのメディア企業のベルテルスマンの下で、ベルテルスマン・シュプリンガーの一企業として、シュプリンガー・フェアラークグループの日本販売支社となる。
- 2003年8月 - シンベンとキャンドーヴァー・インヴェストメンツの新株主の下で、クルーヴァー・アカデミック・パブリッシャーズと合併したシュプリンガーの日本販売支社となる。
- 2006年8月1日 - シュプリンガー・フェアラーク東京がイースタン・ブック・サーヴィスを吸収合併し、商号をシュプリンガー・ジャパンに変更する。
- 2011年11月19日 - 本社を千代田ファーストビル東館に移転する[4]。

## 雇用問題
従業員であった女性が2014年9月に育児休業を取得したのち、翌年の2015年3月に復帰を申し入れたが、同社から"インド転勤もしくは収入の大幅に下がる職務"を提示され、断ると同年11月に「職場の秩序を乱した」として解雇された。
本件について東京地裁は解雇を無効と認め、未払い賃金などの支払いを命じた。